# BeppoSAX
BeppoSAX (wł. Beppo Satellite per Astronomia a ragii X) – włoski sztuczny satelita do badań astronomicznych w zakresie promieni rentgenowskich, zbudowany z udziałem Holandii i wystrzelony przez amerykańską NASA. Jednym z jego głównych osiągnięć była identyfikacja wielu rozbłysków gamma w obiektach pozagalaktycznych.
Satelita początkowo nazywał się SAX, jednak już po starcie przemianowano go na BeppoSAX, w celu uczczenia włoskiego fizyka Giuseppe Occhialiniego, znanego pod przydomkiem Beppo.

## Konsorcjum BeppoSAX
SAX został wybrany i włączony do Planu Naukowego Włoch przez Italian National Space Plan. Celem misji było przeprowadzenie badań spektroskopowych i zmienności w czasie źródeł rentgenowskich w zakresie 0,1 – 200 keV, oraz monitoring całego nieba w poszukiwaniu zjawisk krótkotrwałych w paśmie 2 - 30 keV. Ładunek naukowy satelity i jego program naukowy był zarządzany przez specjalnie powołane konsorcjum instytutów włoskich i holenderskich:
- Istituto Astrofisica Spaziale, Rzym
- Istituto di Fisica Cosmica ed Applicazioni Informatica, Palermo
- Istituto Fisica Cosmica e Tecnologie Relative, Mediolan
- Istituto per le Tecnologie e Studio Radiazioni Extraterrestri, Bolonia i Universita' di Ferrara
- Holenderski Instytut Badań Kosmicznych SRON
- Departament Nauk Kosmicznych (SSD), ESA

W testach przyrządów pomagał Max Planck Institute for Extraterrestrial Physics (Instytut Fizyki Pozaziemskiej im. Maxa Plancka). Satelitę wykonały głównie firmy włoskie: Alenia Spazio i Nuova Telespazio.

## Przebieg misji
Wystrzelony w 1996 satelita miał pracować dwa lata, jednak jego misję przedłużono aż do 30 kwietnia 2002. Później jego orbita zaczęła gwałtownie się obniżać oraz następowały częste usterki. 29 kwietnia 2003 dokonano deorbitacji satelity. Szczątki satelity spadły do Oceanu Spokojnego około godziny 22:06 UTC (± 7 minut), w odległości 320 km na północny zachód od Wysp Galapagos.
Do marca 2002 na podstawie danych z BeppoSAX opublikowano ponad 1500 prac naukowych.

## Budowa statku
Ważący 1400 kg statek był stabilizowany trójosiowo (dokładność <1 minuty łuku; maks. zmiana pozycji : 10°/min). Zasilanie ogniwami słonecznymi o całkowitej wydajności 800 W. Ładunek naukowy pochłaniał z tego 260 W.
Pokładowy rejestrator danych miał pojemność 510 Mbit. Telemetria odbywała się ze średnią prędkością 60 kbit/s (maks. 100 kbit/s). Przesyłanie nagranych danych: 917 kbit/s.

### Przyrządy naukowe
BeppoSAX przenosił 5 instrumentów naukowych. Cztery pierwsze (nazywane nieraz zbiorczo NFI, Narrow Field Instruments) obserwowały ten sam punkt nieba w szerokim spektrum fal (0,1 - 300 keV). NFI obserwowały rozbłyski po zakończeniu obserwacji za pomocą WFC.
- Spektrometr niskich energii (Low Energy Concentrator Spectrometer, LECS) - zestaw trzech identycznych gazowych scyntylacyjnych liczników proporcjonalnych pracujących w zakresie energii 0,1-10 keV (okienko wejściowe cieńsze niż MECS)
- Spektrometr średnich energii (Medium Energy Concentrator Spectrometer, MECS) - zestaw trzech identycznych gazowych scyntylacyjnych liczników proporcjonalnych pracujących w zakresie energii 1,3-10 keV, jednak dane o energiach powyżej 4 keV były nieużyteczne z powodu dużych zakłóceń tła
- Gazowy scyntylacyjny licznik proporcjonalny o wysokim ciśnieniu (High Pressure Gas Scintillation Proportional Counter, HPGSPC) - wysokie ciśnienie atmosfery rejestrującej (5 atm) umożliwiało detekcję fotonów o energiach do 120 keV
- System detekcyjny typu phoswich (Phoswich Detector System, PDS) - scyntylator kryształowy (NaI/CsI) o prawie dookólnym polu widzenia. Pracował w zakresie energii 100-600 keV. Służył do zgrubnego wykrywania błysków gamma, z uwagi na niską rozdzielczość. Po wykryciu błysku statek zmieniał orientację tak, aby interesujący obszar znalazł się w polu widzenia przyrządu WFC
- Kamera szerokokątna (Wide Field Camera, WFC) - składała się z dwóch kamer pracujących w zakresie 2-30 keV i o polu widzenia 20°×20°

Przyrząd LECS i MECS, w przeciwieństwie do przyrządów NFI, posiadały funkcję obrazowania danych.